# Kościół Wszystkich Świętych w Tarnowie Podgórnym
Kościół Wszystkich Świętych w Tarnowie Podgórnym – zabytkowy kościół parafialny w Tarnowie Podgórnym, w gminie Tarnowo Podgórne, w powiecie poznańskim. Jest najstarszym obiektem sakralnym na terenie gminy.

## Historia i architektura
Jest to świątynia gotycka, orientowana, jednonawowa, na fundamentach z kamienia polnego, ukończona w 1464, restaurowana w 1787. Kościół posiada sklepienie gwiaździste, na którym w kartuszu z żeber gotyckich jest umieszczona biała róża. Wyposażenie wnętrza pochodzi z 2. połowy XVIII wieku. Klasycystyczny ołtarz pochodzi z 1787. Wieża kościelna nie została nigdy ukończona, posiada nadbudowę drewnianą z 1787.
Teren okalający świątynię pełnił do końca XIX wieku rolę cmentarza. W 1900 naprzeciw wejścia głównego wybudowano kaplicę przedpogrzebową.

## Głazy pamiątkowe
Przy kościele stoją dwa głazy pamiątkowe:
- upamiętniający 550. rocznicę budowy kościoła z 2014,
- upamiętniający 102. rocznicę powstania kółka rolniczego z 2009[6].

## Galeria

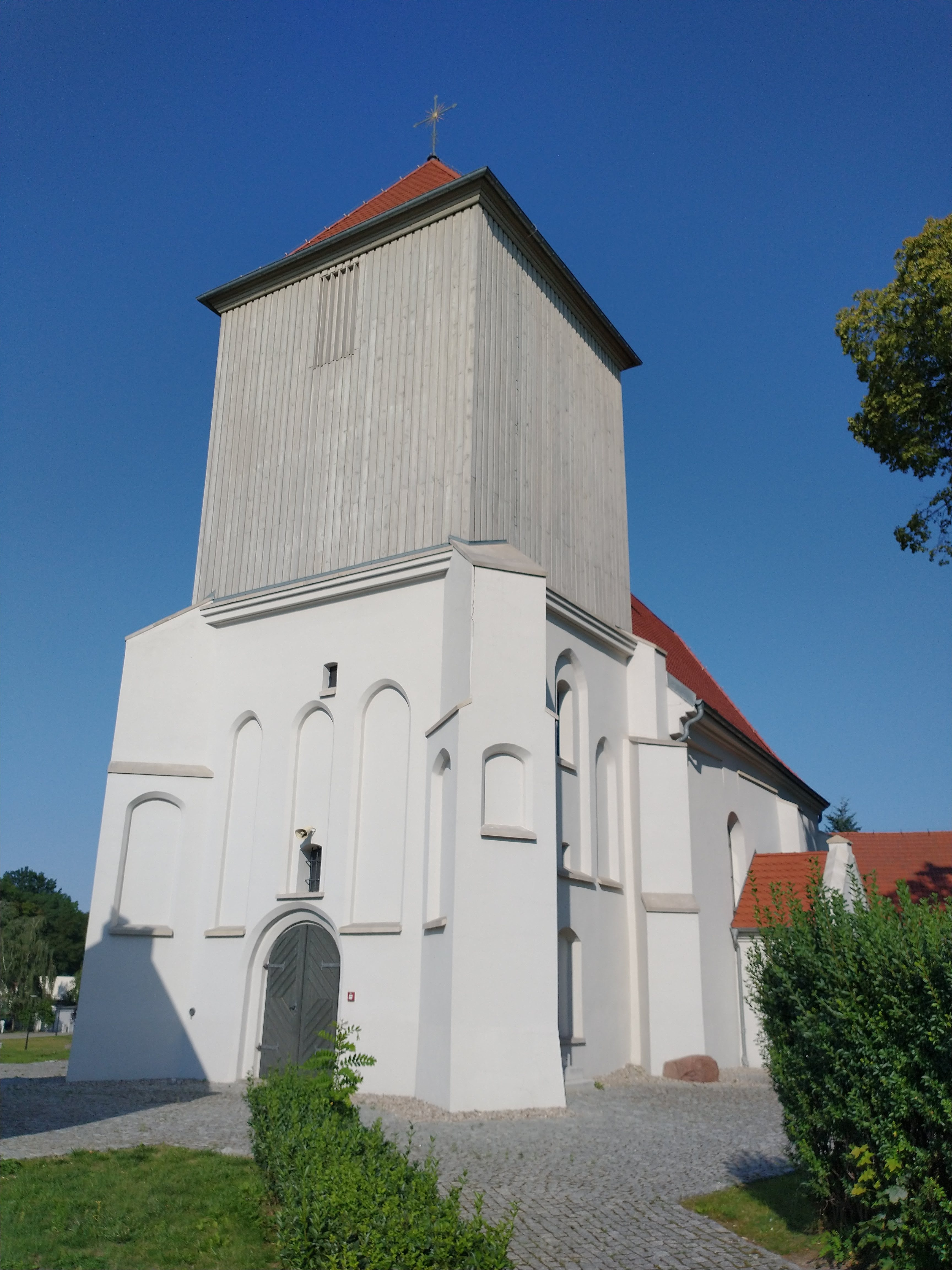
Widok od strony wieży i kruchty
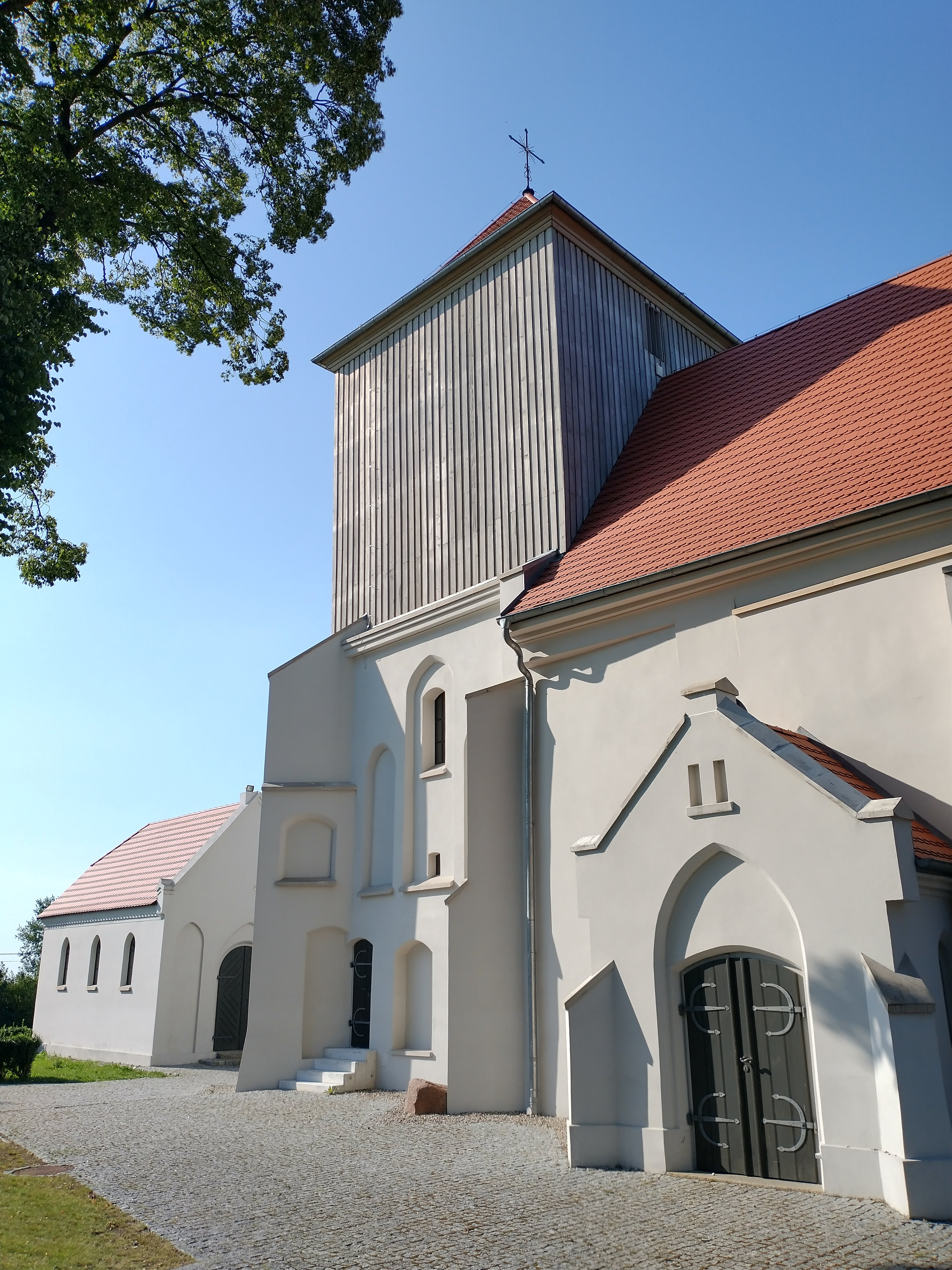
Widok od południa
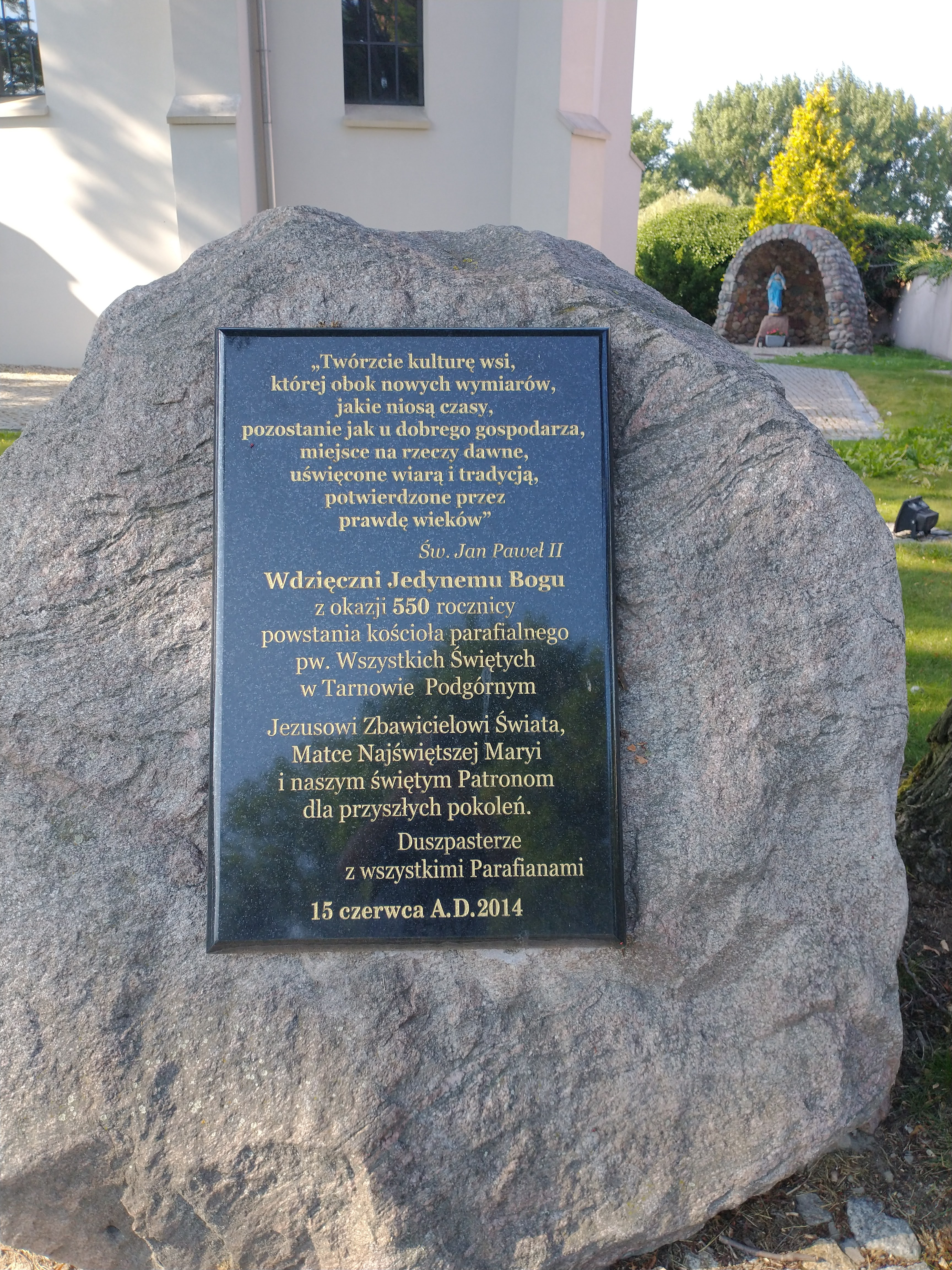
Tablica 550-lecia kościoła